# Escuma
|  | Per a altres significats, vegeu «Escuma (tècnica culinària)». |

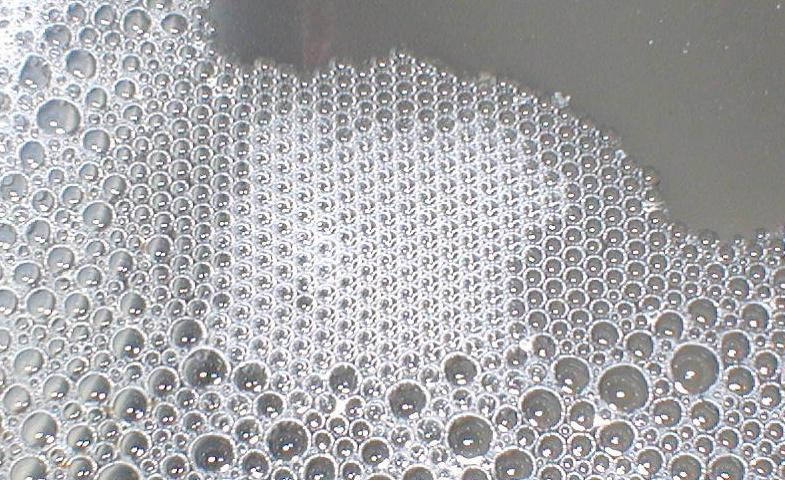
Escuma de sabó.

L'escuma, espuma, sabonera, bromera o broma és una capa de líquid globular enclaustrant un vapor o gas. Les escumes són com les emulsions en què capes d'adsorció envolten la fase dispersa als dos sistemes. Tanmateix, les escumes es diferencien de les emulsions en dos aspectes: la fase dispersa és un gas a les escumes i un líquid a les emulsions; les bombolles de gas de les escumes són molt més grans que els glòbuls en les emulsions. Les escumes són sistemes col·loidals per l'estretament de les capes que envolten les bombolles de gas, aquestes són de dimensions col·loidals o les capes tenen propietats col·loidals.

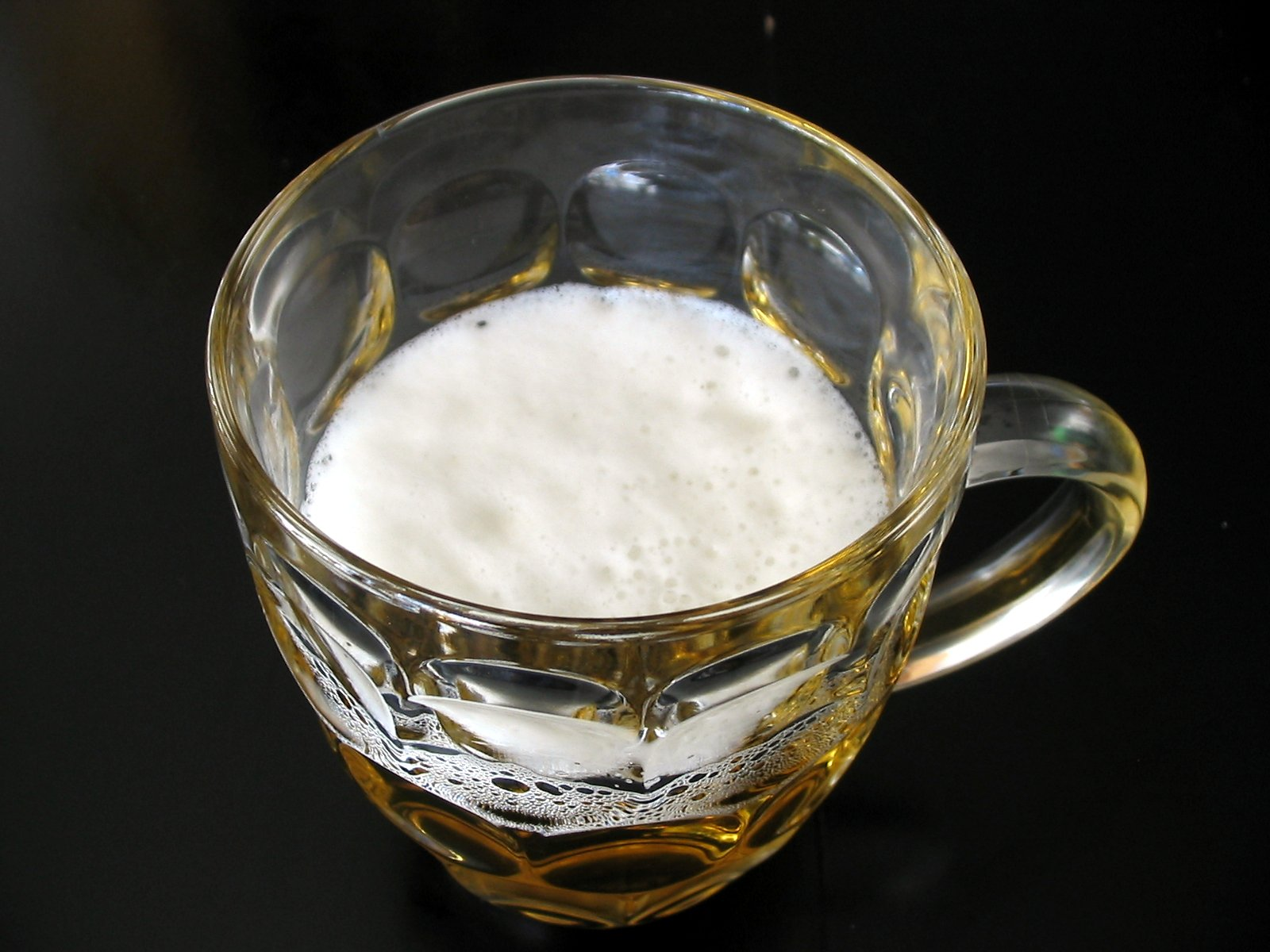
Escuma en un got de cervesa.

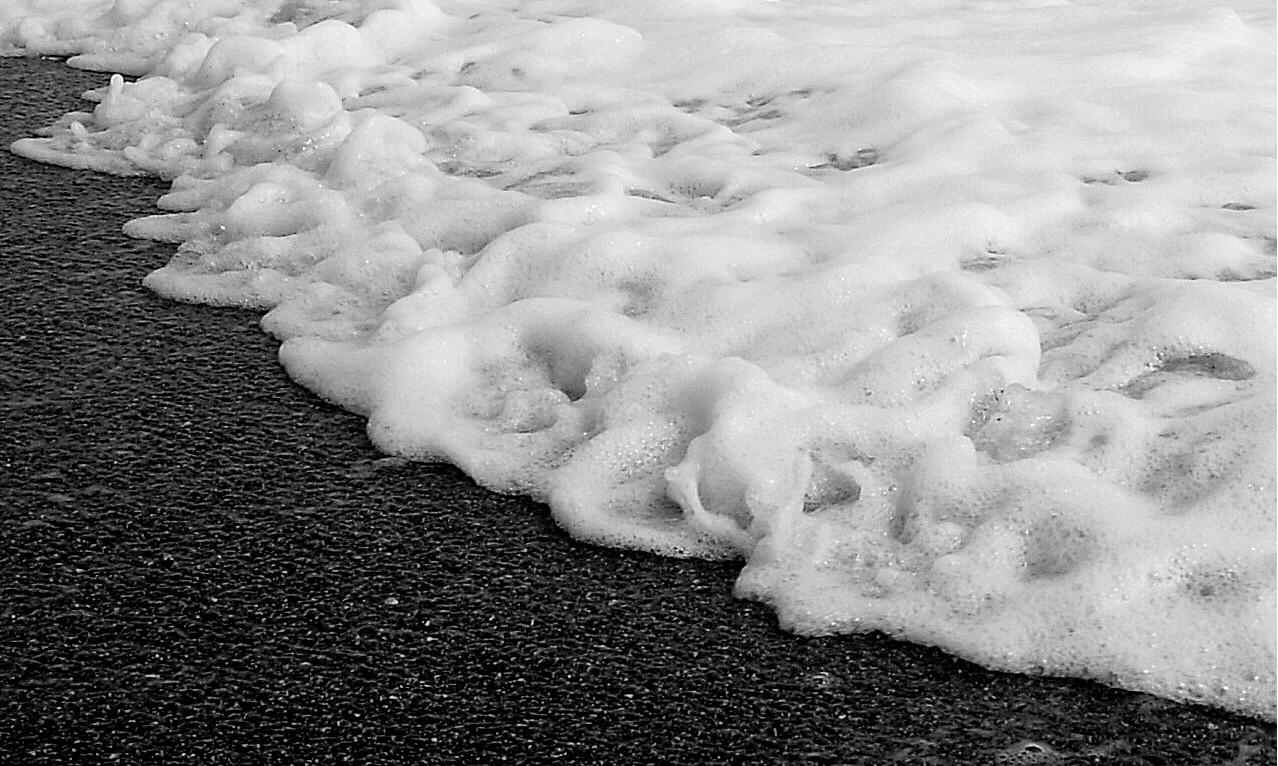
Escuma de mar.

L'escuma que es pot observar als oceans i, sobretot, en trencar les ones a la costa, és l'aglomeració de les bombolles que persisteixen durant un curt període a la superfície de la mar, agitada per causes mecàniques. La formació de l'escuma marina es facilita per diversos factors químics o físics: una diferència molt gran entre l'aire i l'aigua, l'alcalinitat de l'aigua, el contingut d'aquesta en col·loides diluïts, etc.